# Бродная (приток Писсы)
Бродная (истор. нем. Bredaune) — река на территории России, протекает по Нестеровскому району Калининградской области, впадает в Писсу. Длина Бродной — 20 км, площадь водосборного бассейна — 33,6 км².

## География
Бродная берёт начало южнее Виштынецкого озера. Река Бродная правобережный приток Писсы, её устье расположено между посёлками Илюшино и Покрышкино, в 70 километрах от устья Писсы. Через Бродную переброшен каменный мост.

## Данные водного реестра
По данным государственного водного реестра России относится к Балтийскому бассейновому округу, водохозяйственный участок реки — Преголя. Относится к речному бассейну реки Неман и рекам бассейна Балтийского моря (российская часть в Калининградской области).
Код объекта в государственном водном реестре — 01010000212104300010121.